# Faux-bourdon
Faux-bourdon (do francês "falso bordão") é uma técnica de harmonização musical usada na alta Idade Média e baixa Renascença, particularmente, por compositores da Escola franco-flamenga. Guillaume Dufay foi um proeminente praticante dessa forma e pode ter sido o seu criador. A qualidade monótona dos acordes paralelos dava ao texto da maioria das músicas litúrgicas a capacidade de ser entendidas com clareza. Por vezes se usa a denominação italiana falso bordone.

## Descrição
Em sua forma mais simples, faux-bourdon consiste de um cantus firmus e duas outras vozes num intervalo de sexta e uma quarta justa abaixo. Para evitar a monotonia ou criar uma cadência, a voz mais grave, às vezes, salta de uma oitava, e qualquer uma das vozes acompanhantes pode ter "ornamentos" menores. Normalmente, apenas uma pequena parte da composição emprega a técnica do faux-bourdon.

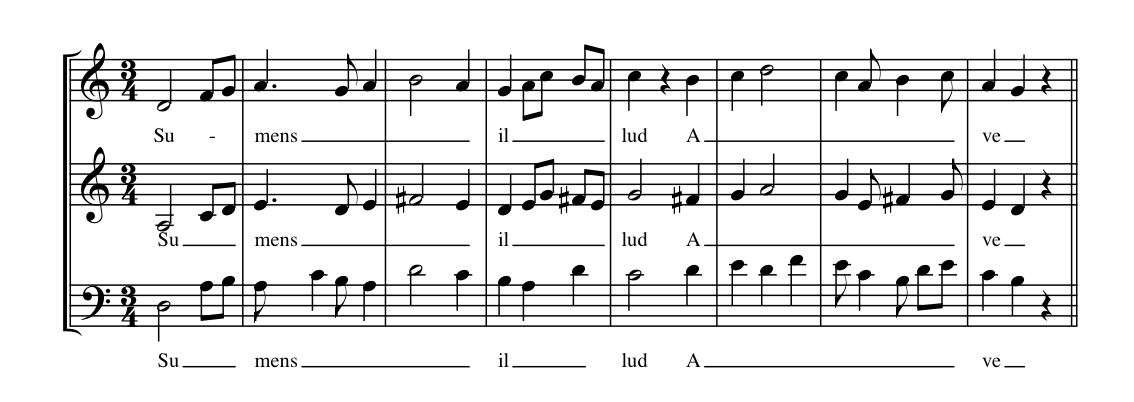
Exemplo de faux-bourdon. Este é o trecho inicial de Ave Maris Stella, a Antífona Mariana, num arranjo de Guillaume Dufay, transcrito em notação musical moderna. As vozes extremas são compostas livremente; a linha intermediária, designada faux-bourdon no original, segue a voz superior, mas exatamente a uma quarta justa abaixo. A voz inferior é freqüentemente, mas não sempre, uma sexta abaixo da voz superior; ela é ornamentada e alcança cadências na oitava.